# Сасунік
Сасуник (вірм. Սասունիկ) — село в марзі Арагацотн, на заході Вірменії. Село розташоване за 6 км на південний захід від міста Аштарака, за 5 км на південний схід від села Ошакан та за 5 км на північний схід від села Дашт сусіднього марзу Армавір.
Спочатку Сасунік було колгоспом, створеним в 1955 році, а пізніше, в 1960 році, до нього були приєднані села. Вартість проїзду до Єревана становить 300 драм.